# 新河闸桥群
新河闸桥群位于浙江省温岭市。新河闸桥群始建于宋代，现存中闸、麻糍闸、北闸、下卢闸等四座闸桥，其中麻糍闸风格古朴，约为宋元时期遗构，其它几座可能是明清时修建。2006年5月25日，列入第六批全国重点文物保护单位。

## 闸桥简介
下卢闸位于新河镇城北村瓜篓山附近。二孔桥，东西走向，桥面长约17.84米，宽3.43米，孔跨度分别为4.15米和4.6米。 

中闸位于新河镇中闸村，三孔桥，南北走向，桥面长约22.2米，宽3.97米，中孔跨度为4.64米，南、北孔跨度为3.75米。  

北闸位于新河镇北闸村。二孔桥，东西走向，桥面长约14.42米，宽3.95米，孔跨度4.18米。 

麻糍闸位于新河镇南鉴村原高桥乡驻地东约500米的河上，二孔桥，东西走向，桥面长约17.55米，宽3.68米，两孔跨度均为4.6米。

四座闸桥在形制上有一定的共同点，如桥墩均为石伸臂梁式结构，用仿拱形的条石分一级或二级叠涩悬挑而出以承桥梁，并在水流的上、下方各设分水尖。桥台为石壁墩式，后砌翼墙，每孔桥面由2块桥梁和4块桥面板组成。